# رينالدو ميرلو
رينالدو ميرلو (بالإسبانية: Reinaldo Merlo)‏ (20 مايو 1950 ببوينس آيرس في الأرجنتين - ) هو مدرب كرة قدم ولاعب كرة قدم أرجنتيني في مركز الوسط. شارك مع منتخب الأرجنتين لكرة القدم. أما مع النوادي، فقد لعب مع ريفر بليت.

## وصلات خارجية
- رينالدو ميرلو على موقع قاعدة بيانات كرة القدم.إي يو (الإنجليزية)
- رينالدو ميرلو على موقع Soccerway.com (الإنجليزية)
- رينالدو ميرلو على موقع عالم كرة القدم.نت (الإنجليزية)